# Vertigo (Billie Myers)
Vertigo è il secondo album di debutto della cantante inglese Billie Myers uscito nel 2000.

## Tracce
1. "Am I Here Yet? (Return To Sender)" - 4:48
2. "Should I Call You Jesus?" - 5:10
3. "Vertigo" - 5:40
4. "Without My Consent" - 3:39
5. "Room Full Of You" - 6:39
6. "Flexible" - 4:31
7. "Where Romeo Never Dies" - 3:57
8. "Never Let Them See You Cry" - 5:35
9. "Roll Over Beethoven" - 4:56
10. "Afraid Of Spiders" - 4:39
11. "Bitter Fruit - 5:45